# Thoubal (Distrikt)
Der Distrikt Thoubal ist ein Distrikt im indischen Bundesstaat Manipur. Verwaltungssitz ist die namensgebende Stadt Thoubal.

## Geografie
Der Distrikt Thoubal liegt im Zentrum Manipurs. Weite Teile des Distrikts sind Hochlandebenen entlang der zahlreichen Flussläufe. Es gibt mit dem Ikot Pat auch einen großen See. Ein Teil des Distrikts Thoubal im Osten des Gebiets ist eine Hügellandschaft. Die Fläche des Distrikts beträgt seit der Abspaltung des Distrikts Kakching im Jahr 2016 noch 324 Quadratkilometer. In der warmen Jahreszeit liegen die Temperaturen bei 31 bis 38 Grad. Wegen der Höhenlage sinken die Temperaturen in den kälteren Monaten bis auf 2 Grad.
Nachbardistrikte sind Imphal East im Norden, Kangpokpi im Norden und Nordosten, Tengnoupal im Osten und Südosten, Kakching im Süden und Südwesten sowie Imphal West im Westen und Nordwesten.

## Geschichte
Im späten 19. Jahrhundert eroberten die Briten die Region und das Gebiet wurde Teil von Manipur innerhalb Bengalens. Im Zweiten Weltkrieg lag er nahe der Front zwischen Briten und Japanern. Nach der indischen Unabhängigkeit vollzog Manipur 1949 den Anschluss an Indien. Der Distrikt entstand 1983 aus Teilen des damaligen Distrikts Manipur Central. Am 6. Dezember 2016 wurde der südliche Teil des Distrikts abgetrennt. Daraus entstand der neue Distrikt Kakching.

## Bevölkerung

### Übersicht
Nach der Volkszählung 2011 hat der Distrikt Thoubal 286.687 Einwohner. Bei 885 Einwohnern pro Quadratkilometer ist der Distrikt dicht besiedelt. Der Distrikt ist mehrheitlich ländlich geprägt und hat eine für Manipur durchschnittliche Alphabetisierung. Es gibt nur wenige Dalits (scheduled castes) und Angehörige der anerkannten Stammesgemeinschaften (scheduled tribes).

### Bevölkerungsentwicklung
Wie überall in Indien wächst die Einwohnerzahl im Distrikt Thoubal seit Jahrzehnten stark an. Seit 1991 bildeten die Subdivisionen Lilong und Thoubal das Gebiet in heutigem Umfang. Daher sind Zahlen erst seit dieser Zeit verfügbar. Die Zunahme betrug in den Jahren 2001–2011 rund 17 Prozent (16,88 %). In diesen zehn Jahren nahm die Bevölkerung um mehr als 41.000 Menschen zu. Die genauen Zahlen verdeutlicht folgende Tabelle:

### Bedeutende Orte
Insgesamt gibt es im Distrikt sechs Orte, die als Städte (towns und census towns) gelten. Deshalb ist der Anteil der städtischen Bevölkerung im Distrikt recht hoch. Denn 102.684 der 286.687 Einwohner oder 35,82 % leben in städtischen Gebieten.

### Bevölkerung des Distrikts nach Geschlecht
Das Geschlechterverhältnis ist sehr ausgeglichen. Dies ist für Indien ungewöhnlich, da normalerweise der Anteil der männlichen Bewohner den Frauenanteil übertrifft.
| Verteilung der Bevölkerung nach Geschlecht im Distrikt Thoubal |                   |                   |                   |                   |                   |                   |
|                                                                | Volkszählung 1991 | Volkszählung 1991 | Volkszählung 2001 | Volkszählung 2001 | Volkszählung 2011 | Volkszählung 2011 |
| Anzahl                                                         | Anteil            | Anzahl            | Anteil            | Anzahl            | Anteil            |                   |
| GESAMT                                                         | 191.310           | 100 %             | 245.286           | 100 %             | 286.687           | 100 %             |
| Männer                                                         | 96.413            | 50,40 %           | 122.908           | 50,11 %           | 143.203           | 49,95 %           |
| Frauen                                                         | 94.897            | 49,60 %           | 122.378           | 49,89 %           | 143.484           | 50,05 %           |

### Volksgruppen
In Indien teilt man die Bevölkerung in die drei Kategorien general population, scheduled castes und scheduled tribes ein. Die scheduled castes (anerkannte Kasten) mit (2011) 1.242 Menschen (0,43 Prozent der Bevölkerung) werden heutzutage Dalit genannt (früher auch abschätzig Unberührbare betitelt). Die scheduled tribes sind die anerkannten Stammesgemeinschaften mit (2011) 654 Menschen (0,23 Prozent der Bevölkerung), die sich selber als Adivasi bezeichnen. Zu ihnen gehören in Manipur 33 Volksgruppen. Aufgrund der Sprache (Zahlen für die Volksgruppen sind nur bis Distriktshöhe veröffentlicht) sind die Kabui die wichtigste Gruppe innerhalb der anerkannten Stammesgemeinschaften im heutigen Distrikt.

### Bevölkerung des Distrikts nach Sprachen
Fast die ganze Bevölkerung des Distrikts Thoubal spricht Meitei (Manipuri), eine tibeto-birmanische Sprachen (284.818 Personen oder 99,35 % der Distriktsbevölkerung). Die Kabui mit 438 Muttersprachlern (0,50 % der Distriktsbevölkerung) sind die einzige nennenswerte sprachliche Minderheit.

### Bevölkerung des Distrikts nach Bekenntnissen
Trotz der sprachlichen Einheitlichkeit ist die Einwohnerschaft religiös gemischt. Die Mehrheit ist zwar hinduistisch, doch gibt es mit den Muslimen eine große und mit den Anhängern Ethnischer Religionen eine kleinere religiöse Minderheit. Die Verhältnisse in den beiden Subdivisionen sind sehr unterschiedlich. In der Subdivision Lilong sind 66.281 Personen oder 75,86 % Muslime und nur 18.014 Personen oder 20,62 % Hindus. Dagegen überwiegen in der Subdivision Thoubal die Hindus mit 148.274 Personen oder 74,39 % Bevölkerungsanteil gegenüber den Muslimen mit 30.842 Personen oder 15,47 %. In dieser Subdivision sind zudem 18.276 Personen oder 9,17 % Anhänger Ethnischer Religionen. Die wenigen Christen haben ihre Hochburg ebenfalls in der Subdivision Thoubal. Die genaue religiöse Zusammensetzung der Bevölkerung zeigt folgende Tabelle:
| Jahr                                   | Buddhisten | Buddhisten | Christen | Christen | Hindus  | Hindus  | Jainas | Jainas | Muslime | Muslime | Sikhs | Sikhs  | Andere | Andere | keine Angaben | keine Angaben | Gesamt  | Gesamt   |
| Jahr                                   | Zahl       | %          | Zahl     | %        | Zahl    | %       | Zahl   | %      | Zahl    | %       | Zahl  | %      | Zahl   | %      | Zahl          | %             | Zahl    | %        |
| -------------------------------------- | ---------- | ---------- | -------- | -------- | ------- | ------- | ------ | ------ | ------- | ------- | ----- | ------ | ------ | ------ | ------------- | ------------- | ------- | -------- |
| 2011                                   | 52         | 0,02 %     | 1948     | 0,68 %   | 166.288 | 58,00 % | 13     | 0,00 % | 97.123  | 33,88 % | 64    | 0,02 % | 20.849 | 7,27 % | 350           | 0,12 %        | 286.687 | 100,00 % |
| Quelle: Ergebnis der Volkszählung 2011 |            |            |          |          |         |         |        |        |         |         |       |        |        |        |               |               |         |          |

## Bildung
Trotz bedeutender Anstrengungen ist das Ziel der vollständigen Alphabetisierung noch nicht erreicht. Während fast 90 % der Männer in den Städten lesen und schreiben können, liegt der Alphabetisierungsgrad der Frauen auf dem Land bei unter 60 %. Doch hat die Bildung in den letzten Jahrzehnten riesige Fortschritte gemacht. Die Entwicklung zeigt folgende Tabelle:
| Alphabetisierung im Distrikt Thoubal   |                   |                   |
| Einheit                                | Volkszählung 2011 | Volkszählung 2011 |
| Einheit                                | Anzahl            | Anteil            |
| GESAMT                                 | 180.886           | 73,89 %           |
| Männer                                 | 103.399           | 85,10 %           |
| Frauen                                 | 77.487            | 62,84 %           |
| STADT GESAMT                           | 70.656            | 79,98 %           |
| Stadt-Männer                           | 39.371            | 89,92 %           |
| Stadt-Frauen                           | 31.285            | 70,21 %           |
| LAND GESAMT                            | 110.230           | 70,45 %           |
| Land-Männer                            | 64.028            | 82,39 %           |
| Land-Frauen                            | 46.202            | 58,66 %           |
| Quelle: Ergebnis der Volkszählung 2011 |                   |                   |

## Verwaltung
Der heutige Distrikt ist in die zwei Subdivisionen Lilong und Thoubal unterteilt.